# Euidella horvathi
Euidella horvathi är en insektsart som först beskrevs av Victor Lallemand 1925.  Euidella horvathi ingår i släktet Euidella och familjen sporrstritar. Inga underarter finns listade i Catalogue of Life.